# Marathon Sports
Marathon Sports es una empresa ecuatoriana de confección y distribución de ropa y accesorios deportivos. Fue fundada en Quito en 1981 y es la más importante de su país. Desde 1994 equipa a la selección de fútbol de Ecuador, desde 2007 a la selección de fútbol de Bolivia, y desde 2018 hasta 2022 a la selección de fútbol de Perú. Además de confeccionar, importa, distribuye y comercializa marcas internacionales de indumentaria y accesorios deportivos tales como Adidas, Nike, Puma, Wilson. Actualmente existen ochenta y ocho tiendas de Marathon Sports en Ecuador. También fábrica marcas de su propiedad como son Marathon, Trust, Astro Sport Tecnology marca patrocinadora de Deportivo Quito desde el 2023, entre otras marcas del grupo Marathon. 
Actualmente equipa a Barcelona e Independiente del Valle en Ecuador, y en el extranjero a Huachipato de Chile y Universitario de Deportes de Perú. Se encarga, además, de distribuir el merchandising oficial de la selección y de los equipos. A partir del año 1996, Liga de Quito se independiza de Marathon Sports para ser patrocinado por la multinacional Umbro.
Desde 2024, equipa a la Selección de rugby de Chile, así también como a Selknam Rugby, equipo que compite en el Super Rugby Américas, representando al país austral.
Marathon Sports también tiene tiendas fuera de Ecuador, es el caso de las tiendas en Lima (Perú) y Santiago, además maneja una tienda virtual que ofrece camisetas de fútbol personalizadas de los equipos ecuatorianos. También ofrece una tienda de camisetas estampadas para niños y adolescentes.